# Microsciurus
Microsciurus — рід вивірок з тропічних регіонів Центральної та Південної Америки.

## Характеристики
З довжиною голови й тулуба 15 см та довжиною хвоста 12 см, Microsciurus не такі крихітні, як випливає з їхньої назви; вони лише трохи менші за звичайну вивірку, а Sciurillus pusillus значно менша. Microsciurus зверху сірі або коричневі, а знизу білуваті.
Види цього роду мають по одному різцю (incisivus) у кожній половині верхньої щелепи, який розвивається в гризучий зуб, а потім утворюється проміжок (діастема). За ним йдуть один або два премоляри та три моляри. Однак у нижній щелепі тварини завжди мають лише один премоляр. Таким чином, загалом тварини мають зубний ряд із 20–22 зубів. Другий премоляр (PM3) відсутній переважно у деяких популяціях амазонської карликової білки (Microsciurus flaviventer), у інших видів він дуже маленький.

## Спосіб життя
Усі Microsciurus живуть у тропічних лісах. Той факт, що вони маловідомі та їх так рідко можна побачити, пов'язаний з їхнім потайним способом життя. Згідно з сучасними даними, їхній спосіб життя не відрізняється від способу життя тропічних видів вивірок.

## Види
- Microsciurus alfari
- Microsciurus flaviventer
- Microsciurus mimulus
- Microsciurus santanderensis